# Adam Beyer
Adam Beyer (* 1976 ve Stockholmu, Švédsko) je techno producent a DJ. Jedné se také o zakladatele labelů Drumcode Records, Truesoul Records, Code Red Recordings a Mad Eye Recordings. Je jedním z mnoha švédských techno umělců, kteří se objevili během 90. let 20. století podobně jako Cari Lekebusch, Joel Mull, Jesper Dahlback, Alexi Delano a jiní.

## Vybraná diskografie
- Adam Beyer: Decoded, 1996
- Adam Beyer: Ignition Key, 2002
- Fabric 22, 2005